# Un cadeau inespéré
Un cadeau inespéré est un roman de Françoise Bourdin, publié en 2007. Il s'agit du 29e livre de l'auteure.

## Résumé
Florent, le petit garçon de 10 ans, de Louise, une comédienne d'une trentaine  d'années,récemment séparée de son mari, décide d'aller chercher un sapin de Noël en profitant de l'assoupissement de sa nourrice. Le mauvais temps le prend de court et il se retrouve piégé par la nuit et la neige dans la montagne, mais il est retrouvé, un peu par hasard, par Grégoire, un voisin solitaire et taciturne, qui le ramène chez lui. 
Les péripéties dues au mauvais temps donnent à Grégoire l'occasion de faire la connaissance de sa voisine et de son jeune protégé, ravivant chez lui des souvenirs enfouis à l'occasion de cette inoubliable veillée de Noël.

## Éditions françaises
- Paris, Éditions Belfond, 2007  (ISBN 978-2-71444245-1)
- Paris, Pocket, coll. « Pocket » no 13725, 2008  (ISBN 978-2-26618435-9)